# Litzelsdorf
Litzelsdorf (węg. Lődös, burg.-chorw. Licištrof, rom. Ledischa) – gmina targowa w Austrii, w kraju związkowym Burgenland, w powiecie Oberwart. 1 stycznia 2014 liczyła 1,13 tys. mieszkańców.